# Krzysztof Nitkiewicz

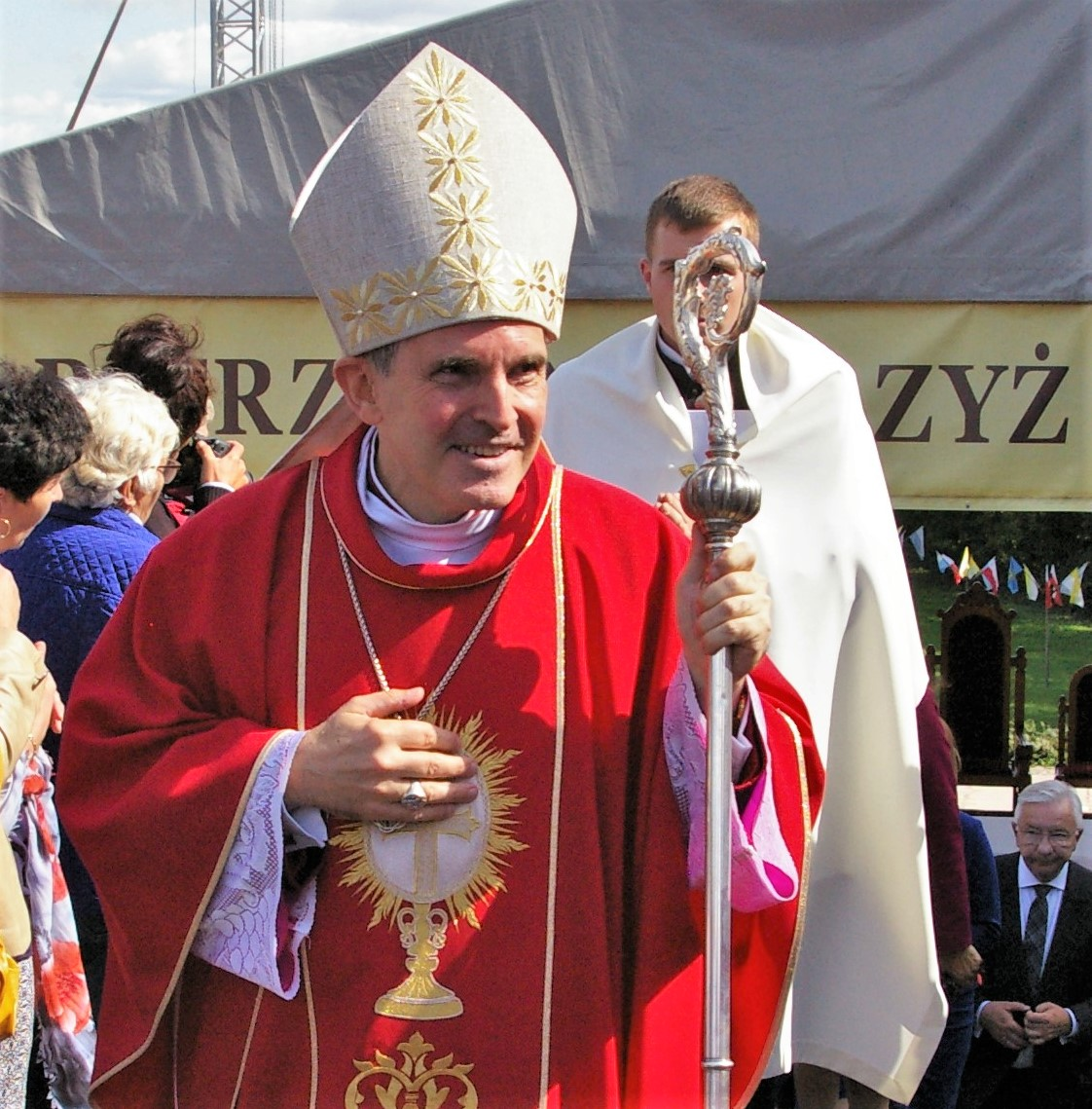
Krzysztof Nitkiewicz (2019)

Bischofswappen von Krzysztof Nitkiewicz

Krzysztof Nitkiewicz (* 17. Juli 1960 in Białystok) ist ein polnischer Geistlicher und römisch-katholischer Bischof von Sandomierz.

## Leben
Krzysztof Nitkiewicz besuchte zuerst die Grundschule Nr. 5 in Białystok und später das Johann-III.-Sobieski-Gymnasium in Białystok, an dem er 1979 das Abitur erlangte. Anschließend studierte er Philosophie und Katholische Theologie am Priesterseminar in Białystok. Daneben leistete er von 1979 bis 1980 Wehrdienst in Bartoszyce. Sein Theologiestudium schloss er an der Katholischen Universität Lublin mit dem Magister Theologiae ab. Er empfing am 19. Juni 1985 in der Kathedrale von Białystok durch den Apostolischen Administrator von Białystok, Bischof Edward Kisiel, das Sakrament der Priesterweihe für das Erzbistum Vilnius.
Nitkiewicz war nach der Priesterweihe zunächst als Pfarrvikar der Pfarrei St. Antonius in Sokółka tätig. 1986 wurde er für weiterführende Studien nach Rom entsandt, wo er 1991 an der Päpstlichen Universität Gregoriana bei Péter Erdő mit der Arbeit La pratica della sacra congregazione del concilio circa il cumulo di benefici in Polonia (1564–1752) („Die Praxis der heiligen Konzilskongregation hinsichtlich Kumulation von Benefizien in Polen (1564–1752)“) im Fach Kanonisches Recht promoviert wurde. Neben seinem Studium war er von 1986 bis 1989 Seelsorger für die Polen im Flüchtlingslager Pavona. Nach der Rückkehr in seine Heimat wirkte Nitkiewicz als Vizeoffizial am Kirchengericht in Białystok, als Generalsekretär der Diözesansynode und als Lehrer am Gymnasium Nummer 6 in Białystok. Zudem lehrte er Kanonisches Recht am Priesterseminar in Białystok. Am 5. Juni 1991 wurde er in den Klerus des neu gegründeten Bistums Białystok (ab 25. März 1992 Erzbistum Białystok) inkardiniert. Ab 1992 war Nitkiewicz an der Kongregation für die orientalischen Kirchen tätig, zu deren Untersekretär ihn Papst Johannes Paul II. am 15. März 2002 berief. Zusätzlich wirkte er als Seelsorger an der Basilika San Clemente und als Kaplan der Pfadfindergruppe Roma 66 der Associazione Guide e Scouts Cattolici Italiani (AGESCI). Ferner war er ab 2002 Domherr an der Kathedrale von Białystok und Mitglied des Beirats der Päpstlichen Missionswerke. Er fungierte von 1995 bis 2008 als Postulator für den Seligsprechungsprozess für den Beichtvater der heiligen Maria Faustyna Kowalska, Michał Sopoćko, und später für den Seligsprechungsprozess für Stanislaus Hosius. Zudem arbeitete er für die polnischsprachige Abteilung von Radio Vatikan. Ab Februar 2009 war Nitkiewicz außerdem Rektor der Kirche San Biagio della Pagnotta. Darüber hinaus lehrte er am Päpstlichen Orientalischen Institut. Am 22. Januar 1996 verlieh ihm Papst Johannes Paul II. den Ehrentitel Päpstlicher Ehrenkaplan und Papst Benedikt XVI. im Jahr 2006 den Ehrentitel Päpstlicher Ehrenprälat.
Papst Benedikt XVI. ernannte ihn am 13. Juni 2009 zum Bischof von Sandomierz. Der Apostolische Nuntius in Polen, Erzbischof Józef Kowalczyk, spendete ihm am 4. Juli desselben Jahres in der Kathedrale von Sandomierz die Bischofsweihe; Mitkonsekratoren waren Józef Życiński, Erzbischof von Lublin, und Sławoj Leszek Głódź, Erzbischof von Danzig. Sein Wahlspruch Misericordias Domini cantabo („Von der Barmherzigkeit des Herrn will ich singen“) stammt aus Ps 89,2 . Von 2017 bis 2022 wurde unter seinem Vorsitz die dritte Diözesansynode des Bistums Sandomierz abgehalten.
In der Polnischen Bischofskonferenz leitet Nitkiewicz zudem die Arbeitsgruppe für den Kontakt zum Polnischen Ökumenischen Rat und den Ökumenerat. Ferner gehört er der Konkordatskommission, dem Rat für Kirchenrecht und dem Migrationsrat an. Außerdem ist er Mitglied der Internationalen Gemischten Kommission für den theologischen Dialog zwischen der katholischen und der orthodoxen Kirche. Darüber hinaus berief ihn Papst Benedikt XVI. am 14. April 2011 zum Konsultor des Päpstlichen Rates für die Gesetzestexte.

## Wappen
Das Wappen von Krzysztof Nitkiewicz ist in zwei Felder unterteilt: Im oberen Feld ist ein Phönix zu sehen, der aus der Asche aufersteht. Er ist ein Symbol für den Sieg über den Tod und steht somit für den Tod und die Auferstehung Christi. Die goldene Hintergrundfarbe dieses Feldes soll Transzendenz und die Göttlichkeit Jesu Christi symbolisieren. Das untere Feld zeigt einen silbernen Halbmond. Hiermit nimmt Nitkiewicz auf die Mutter Gottes vom Tor der Morgenröte Bezug. Über den Halbmond besteht eine Verbindung zum oberen Feld des Wappens, da der Phönix auch als „Mondvogel“ gilt. Die zwei Linien unter dem Halbmond sollen einen stilisierten Fluss darstellen. Das Symbol des Flusses steht in Verbindung zur typischen ikonografischen Darstellungsweise des heiligen Christophorus, des Namenspatrons von Nitkiewicz. Darüber hinaus symbolisieren die beiden Linien die Flüsse Weichsel und San, an der Sandomierz, die Bischofsstadt von Nitkiewicz, liegt.

## Schriften (Auswahl)
- La pratica della sacra congregazione del concilio circa il cumulo di benefici in Polonia (1564–1752). Pontificia Università Gregoriana, Rom 1991, OCLC 311574877.
- Archiwum Świętej Kongregacji Soboru jako źródło do badań nad reformą trydencką w Polsce. In: Studia Teologiczne. Band 10, 1992, OCLC 1080904862, S. 109–115 (muzhp.pl [PDF; 4,2 MB]).
- Duchowość chrześcijańska w rozumieniu Sługi Bożego ks. Michała Sopoćki. In: Rocznik Teologii Katolickiej. Band 79, Nr. 1, 2002, OCLC 6946866581, S. 79–88 (edu.pl [PDF; 639 kB]).
- Chrzest dziecka w małżeństwie mieszanym. In: Roczniki Nauk Prawnych. Band 17, Nr. 2, 2008, OCLC 995678334, S. 67–76.
- Gesù confido in Te: beato Michał Sopoćko, direttore spirituale di Santa Faustyna Kowalska e apostolo della Divina Misericordia. Rom 2008, OCLC 932214397.
- Giorgio Demetrio Gallaro, Krzysztof Nitkiewicz, Dimitrios Salachas: Inter-ecclesial relations between Eastern and Latin Catholics: a canonical-pastoral handbook. Canon Law Society of America, Washington, D.C. 2009, ISBN 978-1-932208-23-8.
- Forma zawarcia małżeństwa w prawie katolickich Kościołów wschodnich. In: Anna Tunia (Hrsg.): Przesłanki konieczne zawarcia małżeństwa: próba systematyzacji zagadnienia w aspekcie wymogów formy religijnej: praca zbiorowa. Wydawnictwo KUL, Lublin 2011, OCLC 1225235486, S. 161–164.
- Prymat papieski a zakres autonomii zebrań biskupów. In: Annales Canonici. Band 8, 2012, OCLC 5634682643, S. 35–45 (edu.pl).
- Katolickie Kościoły wschodnie: kompendium prawa. Wydawnictwo Diecezjalne i Drukarnia, Sandomierz 2014, ISBN 978-83-257-0793-4.
- Proboszcz terytorialny i proboszcz personalny. In: Sławoj Leszek Głódź (Hrsg.): Parafia w prawie kanonicznym i w prawie polskim (= Prace Wydziału Nauk Prawnych. Band 50). Tow. Naukowe Katolickiego Uniwersytetu Lubelskiego, Lublin 2014, OCLC 1413502786.
- ABC kurialisty czyli rady starszego kolegi. Wydawnictwo Diecezjalne i Drukarnia, Sandomierz 2018, ISBN 978-83-8101-202-7.
- Waga prawna uzgodnień międzykościelnych. In: Roczniki Teologiczne. Band 67, Nr. 9, 2020, OCLC 8687417731, S. 169–176 (tnkul.pl).